# Anathelges resupinatus
Anathelges resupinatus is een pissebed uit de familie Bopyridae. De wetenschappelijke naam van de soort is voor het eerst geldig gepubliceerd in 1871 door Müller.